# Стрешин
Стрешин (біл. Стрэшын) — селище міського типу в Жлобінському районі Гомельської області Білорусі. Розташований на правому березі Дніпра біля впадіння в нього річки Стрешинки. Знаходиться за 21 км від Жлобина, 105 км від Гомелю. Поєднаний автодорогами з Жлобиним, Речицею, Свєтлогорськом.

## Історія
В письмових джерелах згадується з другої половини XIV століття. Відомі вчені (Б. Рибаков, М. Тихомиров) ототожнюють Стрешин з давньоруським містом Стрежевом — центром удільного князівства Полоцької землі в XII столітті.
Давнє поселення розміщувалось на мисі берега Дніпра («Старе містечко»). За даними археологів, тут стояв невеликий замок, поруч з яким склалося поселення. Перебуваючи на прикордонних землях Речі Посполитої і Російської імперії, Стрешин неодноразово руйнувався під час частих військових конфліктів.

## Цікаві місця
Планувальна структура поселення не має регулярної основи. Дорога на Жлобин переходить в вул. Леніна (головну), яка орієнтована до парку і обривистого берегу Дніпра.
Пам'яткою Стрешіна крім історично-археологічної зони є парк (3,5 га) та кам'яна церква (1807) на пагорбі між вул. Калиніна та Комсомольської — пам'ятник архітектури класицизму, рідкісна для Білорусі центрична будова.

## Видатні уродженці
- Кіров Микола Іванович — радянський легкоатлет.